# Grube Wohlfahrt
Grube Wohlfahrt ist einer der 60 Ortsteile der Gemeinde Hellenthal im Kreis Euskirchen in Nordrhein-Westfalen. Der Ortsteil befindet sich dabei im Süden Hellenthals.
Direkt im Ortsteil Grube Wohlfahrt befindet sich das gleichnamige Besucherbergwerk. Schon 1543 wurde der kleine Ort erstmals in Zusammenhang mit dem Bleierzbergwerk erwähnt. 
Durch den Ort verläuft die Landesstraße 17 in Richtung Wolfert.
Den öffentlichen Personennahverkehr stellt die RVK mit der TaxiBus-Linie 838 und dem AST sicher.
| Linie | Verlauf |
| ----- | --- |
| 838   | MiKE (außer im Schülerverkehr): Hellenthal Busbf – Blumenthal – Dommersbach – Kammerwald – Reifferscheid – (Hönningen/Büschem – Dickerscheid – Oberreifferscheid – Hahnenberg –) Wiesen Abzw – (Haus Eichen – Wahld – Hescheld –) Sieberath – Kradenhövel – Unterwolfert – (Unterdalmerscheid – Oberdalmerscheid –) Oberwolfert – Wittscheid – Zehnstelle – Grube Wohlfahrt – Rescheid – Giescheid – Rescheid – Schwalenbach – Kamberg – Schwalenbach – Schnorrenberg (– Neuhaus) |